# ماجليانو رومانو
ماجليانو رومانو هي كومونا (بلدية) في مدينة روما العاصمة في منطقة لاتيوم الإيطالية ، وتقع على بعد حوالي 30 كيلومتر(19 ميل) شمال روما .
يقع ماجليانو رومانو على حدود البلديات التالية: كالكاتا، كامبانيانو دي روما، كاستيلنوفو دي بورتو، مازانو رومانو، مورلوبو، ريجنانو فلامينيو، ساكروفانو.